# Saint-Didier-de-Bizonnes
Pour les articles homonymes, voir Saint-Didier.
Saint-Didier-de-Bizonnes est une commune française située dans le département de l'Isère, en région Auvergne-Rhône-Alpes.
Autrefois paroisse de la province du Dauphiné, Saint-Didier-de-Bizonnes est située dans la partie septentrionale du département de l'Isère et appartient à l'arrondissement de La Tour-du-Pin. La commune est également adhérente à la Communauté de communes de Bièvre Est, dont le siège est fixé dans la localité voisine de Colombe.
Ses habitants sont dénommés les Sandiéraux.

## Géographie

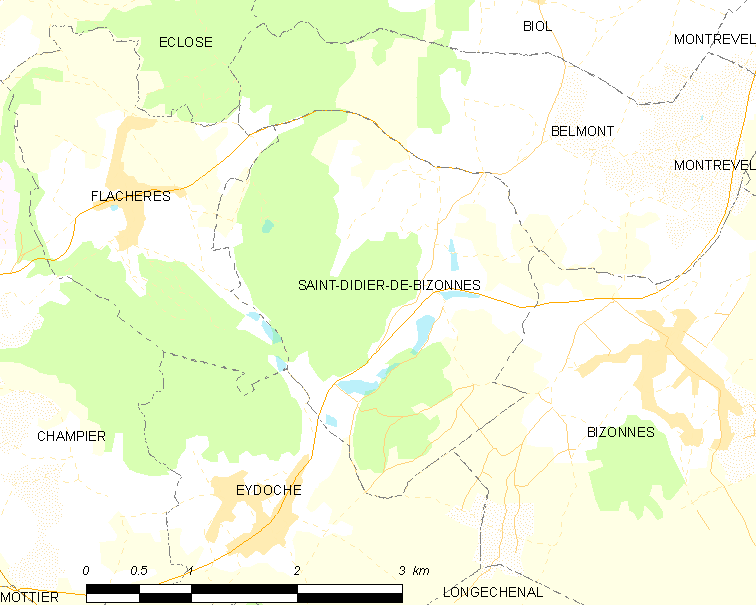
Plan de la commune et des communes limitrophes.

### Situation et description
Saint-Didier-de-Bizonnes est un village rural de la région naturelle des Terres froides, d'une superficie de 720 hectares, entouré par de nombreux bois, prés, landes et étangs, dont l'étang de « Béroudières » acquis par la commune en 2002.
Dominée par les exploitations polycultures réparties sur plus de 113 hectares, l'économie de la commune compte également sur les activités de terrassement, maçonnerie, menuiserie et de négoce d'aliments pour animaux.

### Géologie
Les moraines des glaciers de l'époque quaternaire déposées sur un bloc molassique ont donné à cette partie au nord-ouest du département de l'Isère un paysage de collines ondulées connues sous le nom de « Terres Froides ». Certains spécialistes centrent cet ensemble molassique autour de Biol, Châbons et Bizonnes et les communes situés près du lac de Paladru.

### Communes limitrophes
Le territoire communal est entouré de quatre autres communes, correspondant approximativement aux quatre points cardinaux.
|           | Belmont  |          |
| Flachères | Bizonnes | Bizonnes |
|           | Eydoche  |          |

### Climat
Pour des articles plus généraux, voir Climat d'Auvergne-Rhône-Alpes et Climat de l'Isère.
En 2010, le climat de la commune est de type climat océanique altéré, selon une étude du Centre national de la recherche scientifique s'appuyant sur une série de données couvrant la période 1971-2000. En 2020, Météo-France publie une typologie des climats de la France métropolitaine dans laquelle la commune est exposée à un climat de montagne ou de marges de montagne et est dans la région climatique Alpes du nord, caractérisée par une pluviométrie annuelle de 1 200 à 1 500 mm, irrégulièrement répartie en été.
Pour la période 1971-2000, la température annuelle moyenne est de 10,2 °C, avec une amplitude thermique annuelle de 17,5 °C. Le cumul annuel moyen de précipitations est de 1 090 mm, avec 10,1 jours de précipitations en janvier et 6,8 jours en juillet. Pour la période 1991-2020, la température moyenne annuelle observée sur la station météorologique de Météo-France la plus proche, « Bourgoin », sur la commune de Bourgoin-Jallieu à 15 km à vol d'oiseau, est de 12,4 °C et le cumul annuel moyen de précipitations est de 844,0 mm,. Pour l'avenir, les paramètres climatiques de la commune estimés pour 2050 selon différents scénarios d'émission de gaz à effet de serre sont consultables sur un site dédié publié par Météo-France en novembre 2022.

### Hydrologie
Le territoire communal est parsemé de nombreux étangs :
- les trois étangs de la Rajaz (ou des Rajées selon la carte IGN) de 4,5 hectares, du Vivier, de 2 hectares et de la Blanche de 5,5 hectares, relèvent d'une propriété privée gérée par une association de pêche[9] ;
- l'étang des Béroudières (ou du mas des Béroudières) situé dans un espace naturel sensible[10] et l'étang Deronzier sont les deux autres étangs de la commune.

### Voies de communications et transport
Le bourg central de Saint-Didier-de-Bizonnes et ses principaux hameaux sont situés à l'écart des grandes voies de circulation. Le territoire communal est cependant traversé par une route départementale notable, la RD51 qui traverse le hameau du bas de Saint-Didier et qui permet de relier la commune de La Tour-du-Pin par jonction avec la RD 1006 après avoir traversé les communes de Doissin et de Saint-Victor-de-Cessieu à la commune de Salaise-sur-Sanne par jonction avec la RN7.
La gare ferroviaire la plus proche est la gare de Châbons, desservie par des trains TER Auvergne-Rhône-Alpes et située à environ 5 kilomètres à l'est du village.

## Urbanisme

### Typologie
Au 1er janvier 2024, Saint-Didier-de-Bizonnes est catégorisée commune rurale à habitat dispersé, selon la nouvelle grille communale de densité à sept niveaux définie par l'Insee en 2022.
Elle est située hors unité urbaine et hors attraction des villes,.

### Occupation des sols
L'occupation des sols de la commune, telle qu'elle ressort de la base de données européenne d’occupation biophysique des sols Corine Land Cover (CLC), est marquée par l'importance des territoires agricoles (54,7 % en 2018), en diminution par rapport à 1990 (56,8 %). La répartition détaillée en 2018 est la suivante : 
forêts (43,2 %), prairies (23,9 %), terres arables (23,4 %), zones agricoles hétérogènes (7,4 %), zones urbanisées (2,2 %). L'évolution de l’occupation des sols de la commune et de ses infrastructures peut être observée sur les différentes représentations cartographiques du territoire : la carte de Cassini (XVIIIe siècle), la carte d'état-major (1820-1866) et les cartes ou photos aériennes de l'IGN pour la période actuelle (1950 à aujourd'hui).

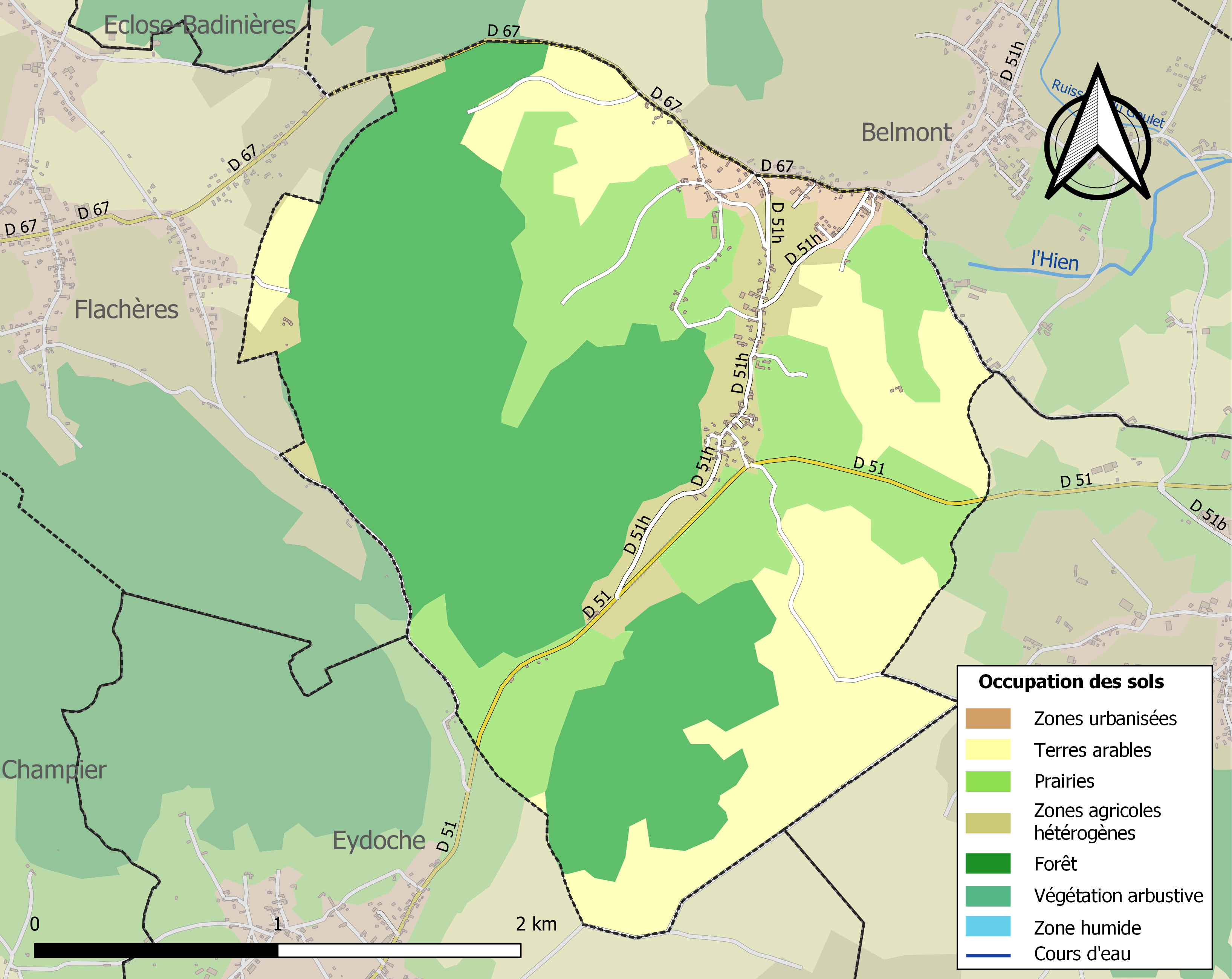
Carte des infrastructures et de l'occupation des sols de la commune en 2018 (CLC).

### Hameaux, lieux-dits et écarts
Voici, ci-dessous, la liste la plus complète possible des divers hameaux, quartiers et lieux-dits résidentiels urbains comme ruraux qui composent le territoire de la commune de Saint-Didier-de-Bizonnes, présentés selon les références toponymiques fournies par le site géoportail de l'Institut géographique national.
| - le Devet - la Bara - Grand Vie - le Bouchet - le Moiroud - le cœur - l'Arête | - le Bourg - les Brosses - Bois Bernard - Bois et étang des Béroudières (ENS) - Bois de Chavanon - le Molard - le Bas Saint-Didier | - Mont Levet - Chavanon - la Combe - les Brosses - les Arpents |

### Risques naturels et technologiques

#### Risques sismiques
L'ensemble du territoire de la commune de Saint-Didier-de-Bizonnes est situé en zone de sismicité no 3, comme la plupart des communes de son secteur géographique, mais non loin de la zone no 4 qui s'étend plus à l'est vers le massif de la Chartreuse.
| Type de zone | Niveau            | Définitions (bâtiment à risque normal) |
| ------------ | ----------------- | -------------------------------------- |
| Zone 3       | Sismicité modérée | accélération = 1,1 m/s2                |

## Toponymie
Le nom de la commune se décompose en deux termes bien distincts et en partie liés à sa situation géographique (à proximité du village de Bizonnes) :
- Saint-Didier

Ce nom fait référence à Didier de Vienne, dit Saint Didier, évêque de Vienne en Dauphiné en 596 et assassiné en 608, (ou 607 ou 612?) à Saint-Didier-sur-Chalaronne dans l'Ain.
- Bizonnes

Selon André Planck, auteur du livre L'origine du nom des communes du département de l'Isère, le nom de Bizonnes évoquerait la bise, ce vent sec et froid qui souffle généralement du nord ou du nord-est dans la région.

## Histoire

### Antiquité
Le secteur actuel de la commune de Biol se situe à l'ouest du territoire antique des Allobroges, ensemble de tribus gauloises occupant l'ancienne Savoie, ainsi que la partie du Dauphiné, située au nord de la rivière Isère.

## Politique et administration
| Période                                  | Période   | Identité            | Étiquette | Qualité   |
| ---------------------------------------- | --------- | ------------------- | --------- | --------- |
| 1989                                     | mars 2001 | Simon Del Moral     |           |           |
| mars 2001                                | 2009      | Jean-Pierre Bouzard |           |           |
| 2009                                     | En cours  | Joëlle Anglereaux   | SE        | Retraitée |
| Les données manquantes sont à compléter. |           |                     |           |           |

## Population et société

### Démographie
L'évolution du nombre d'habitants est connue à travers les recensements de la population effectués dans la commune depuis 1793. Pour les communes de moins de 10 000 habitants, une enquête de recensement portant sur toute la population est réalisée tous les cinq ans, les populations de référence des années intermédiaires étant quant à elles estimées par interpolation ou extrapolation. Pour la commune, le premier recensement exhaustif entrant dans le cadre du nouveau dispositif a été réalisé en 2005.

En 2022, la commune comptait 330 habitants, en évolution de +10,37 % par rapport à 2016 (Isère : +3,07 %, France hors Mayotte : +2,11 %).
| 1793 | 1800 | 1806 | 1821 | 1831 | 1836 | 1841 | 1846 | 1851 |
| ---- | ---- | ---- | ---- | ---- | ---- | ---- | ---- | ---- |
| 356  | 397  | 438  | 368  | 526  | 480  | 468  | 515  | 499  |

| 1856 | 1861 | 1866 | 1872 | 1876 | 1881 | 1886 | 1891 | 1896 |
| ---- | ---- | ---- | ---- | ---- | ---- | ---- | ---- | ---- |
| 450  | 422  | 410  | 368  | 359  | 341  | 362  | 340  | 316  |

| 1901 | 1906 | 1911 | 1921 | 1926 | 1931 | 1936 | 1946 | 1954 |
| ---- | ---- | ---- | ---- | ---- | ---- | ---- | ---- | ---- |
| 299  | 273  | 249  | 242  | 241  | 225  | 219  | 203  | 213  |

| 1962 | 1968 | 1975 | 1982 | 1990 | 1999 | 2005 | 2006 | 2010 |
| ---- | ---- | ---- | ---- | ---- | ---- | ---- | ---- | ---- |
| 208  | 181  | 170  | 147  | 175  | 208  | 236  | 240  | 288  |

| 2015 | 2020 | 2022 | - | - | - | - | - | - |
| ---- | ---- | ---- | - | - | - | - | - | - |
| 294  | 311  | 330  | - | - | - | - | - | - |

### Enseignement
La commune est rattachée à l'académie de Grenoble.

### Médias
Historiquement, le quotidien à grand tirage Le Dauphiné libéré consacre, chaque jour, y compris le dimanche, dans son édition du Nord-Isère, un ou plusieurs articles à l'actualité du canton, de la communauté de communes et quelquefois de la commune, ainsi que des informations sur les éventuelles manifestations locales, les travaux routiers, et autres événements divers à caractère local.

### Cultes
La communauté catholique et l'église de Saint-Didier-de-Bizonnes (propriété de la commune) dépendent de la paroisse Sainte-Anne qui est, elle-même, rattachée au diocèse de Grenoble-Vienne.

## Culture et patrimoine

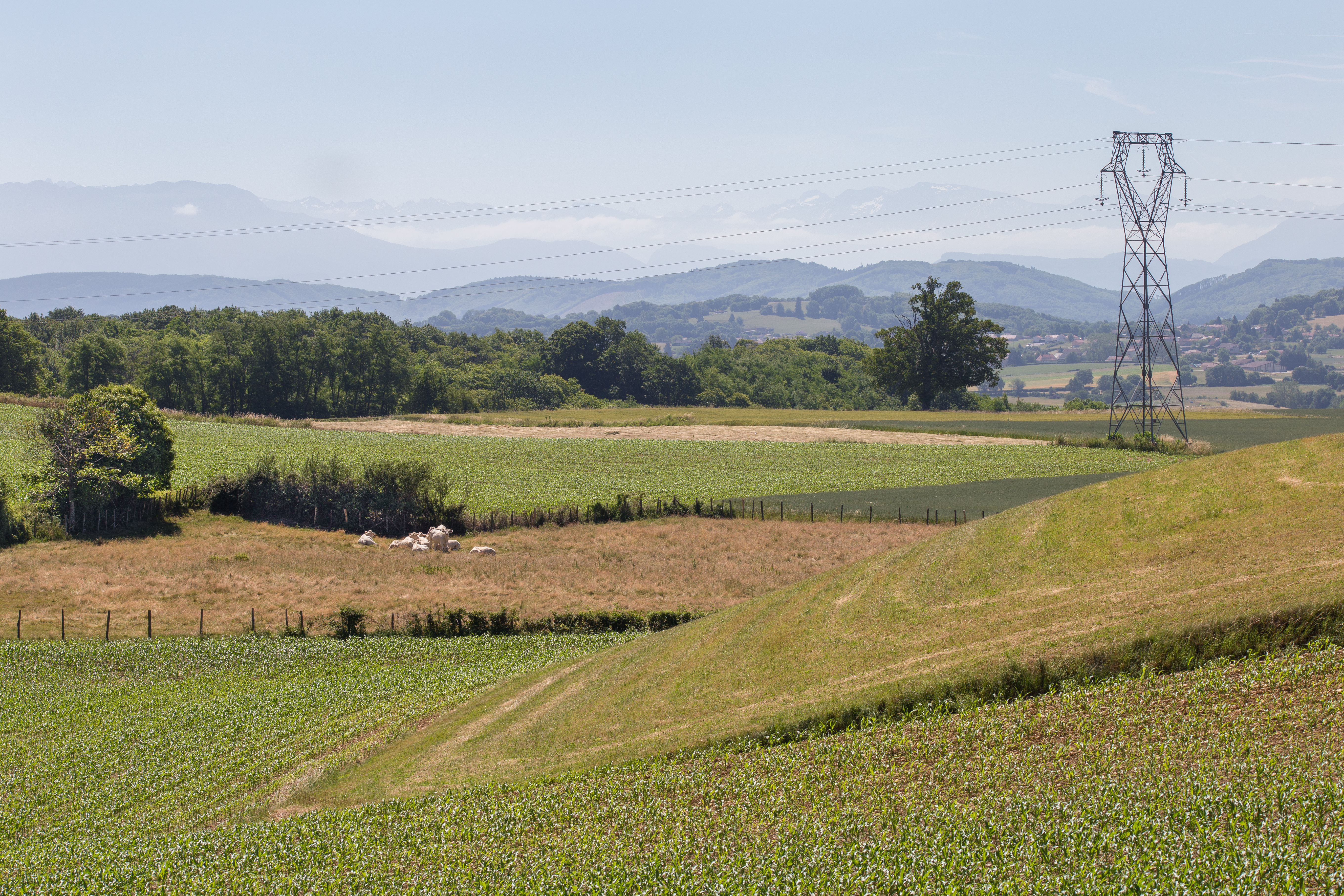
Paysage rural depuis Saint-Didier-de-Bizonnes vers l'est

### Lieux et monuments
- Église paroissiale Saint-Didier de Saint-Didier-de-Bizonnes

### Patrimoine naturel
L’étang du Mas des Béroudières, positionné au sommet d’une colline du plateau des Terres froides, au milieu d'une forêt de hêtres et de châtaigniers, présente un intérêt majeur en tant que site naturel préservé, reconnu comme espace naturel sensible.
Selon le conservatoire d'espaces naturels de l'isère (CEN Isère), « le marnage naturel de l’étang et les conditions acides et oligotrophes du secteur sont à l’origine de la présence de plantes très particulières comme la petite Scutellaire, l’Écuelle d’eau ou la Littorelle à une fleur. » Cet organisme assiste la commune dans la mise en place technique d'un plan de gestion du site.

### Personnalités liées à la commune
- Jean-Baptiste Duchand de Sancey, fils du dernier seigneur de Saint-Didier-de-Bizonnes, amant de Pauline Bonaparte, général d'Empire, commande l'artillerie de la Garde à Waterloo. Décédé en 1849, il est inhumé au cimetière du Père-Lachaise à Paris
- Jean-Pierre Drevet, né en 1806 à Saint-Didier-de-Bizonnes (ou à Tullins), mécanicien et révolutionnaire. Il participe à la deuxième révolte des canuts de Lyon en 1834 puis aux évènements parisiens de 1848. Arrêté, transporté puis gracié, il publie "le socialisme pratique". Proche de Louis Blanc, il est à nouveau arrêté en 1851 lors du coup d'État. Exilé à Jersey, il meurt en octobre 1854[26].